# Litargus balteatus
Litargus balteatus is een keversoort uit de familie boomzwamkevers (Mycetophagidae). De wetenschappelijke naam van de soort werd in 1856 gepubliceerd door John Lawrence LeConte.